# Kačkar (hora)
Kačkar (turecky Kaçkar Dağı) je s nadmořskou výškou 3937 nejvyšší horou pohoří Kačkar (turecky Kaçkar Dağları), v Pontských horách na východě Turecka.
Je vzdálen asi 40 km od Černého moře a 70 km od státní hranice s Gruzií a přístavního města Batumi.
Nedaleko vrcholu se nachází ledovcové jezero.
Výstup na horu vede po severozápadním svahu od vesnice Yukarı Kavrun.

### Související články

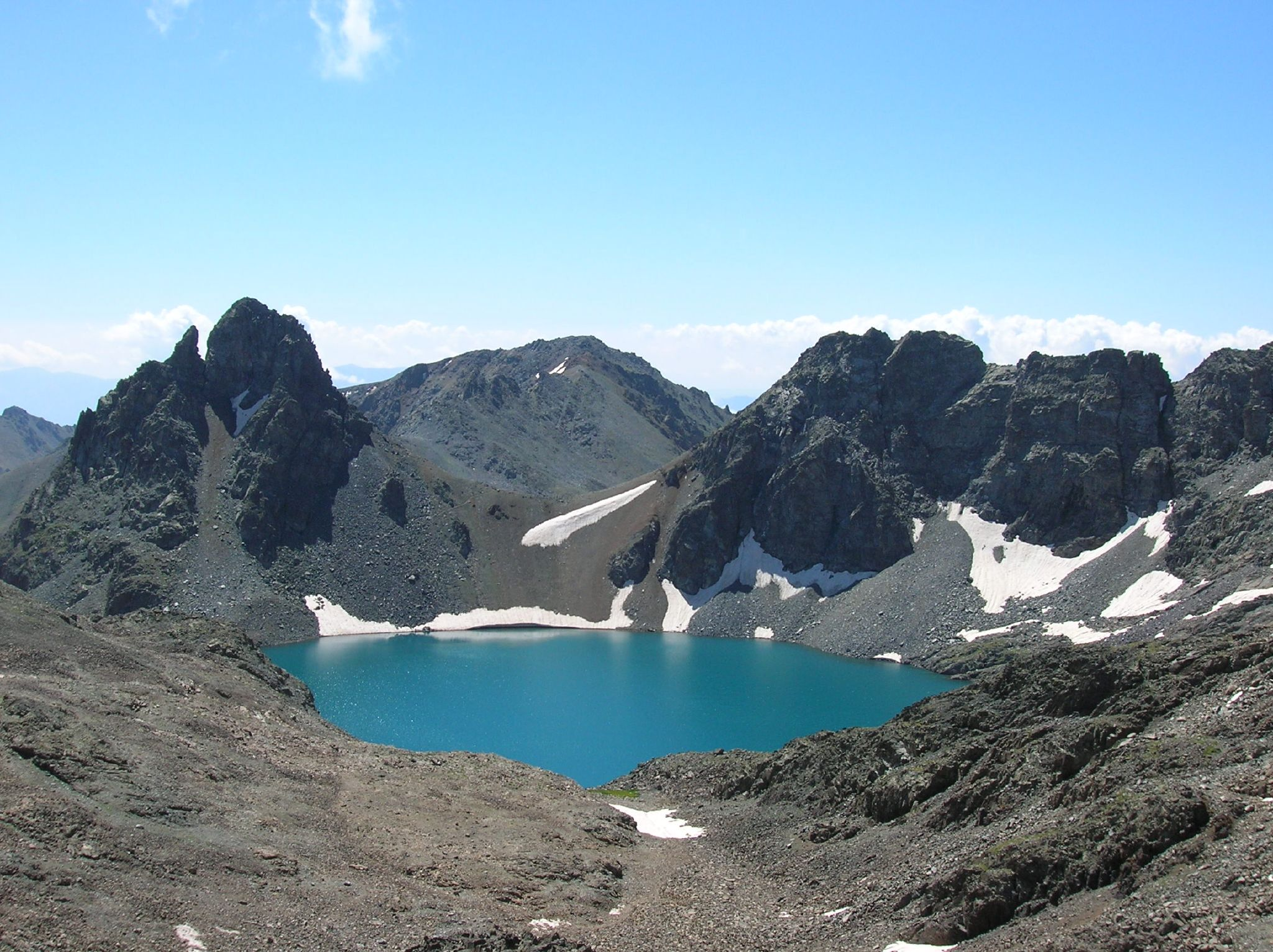
Ledovcové jezero nedaleko vrcholu